# Antoine Rault
Pour les articles homonymes, voir Rault.
Antoine Rault est un écrivain et dramaturge français, né le 28 septembre 1965 à Paris.

## Biographie
Après des études de lettres, Antoine Rault sort diplômé de Sciences-Po (promotion 1987).
Parallèlement à l’écriture, il exerce pendant 15 ans divers métiers dans le domaine de la communication. Il est notamment la plume de personnalités du monde des affaires. Il a été le conseiller de Jérôme Monod, président de la Lyonnaise des Eaux, de 1990 à 1995, puis chargé de la presse au cabinet de Christian Jacob, ministre délégué à la Famille, de 2002 à 2006.
Le succès de sa pièce Le Caïman lui permet depuis 2006 de se consacrer entièrement à la littérature et au théâtre.

## Œuvre

### Romans
- Je veux que tu m’aimes (Albin Michel, 2010).
- La vie dont tu rêvais (Albin Michel, 2014).
- La danse des vivants (Albin Michel, 2016 et Le Livre de Poche, 2018) (La Grande Librairie). Prix Maurice Genevoix 2017
- La traversée du paradis (Albin Michel, 2018).
- L'espion idéal (Le Livre de Poche, 2020).
- De grandes ambitions (Albin Michel, 2020).
- Monsieur Sénégal (Plon, 2022 et Pocket, 2023).
- L'angle mort du destin (Fayard, 2025)

### Théâtre
- La Première Tête (1989) : à la Comédie de Paris, mise en scène Gérard Maro, avec Gérard Caillaud et Gérard Loussine.
- Le Caïman (2005-2007) :  au théâtre Montparnasse avec Claude Rich, Christiane Cohendy, Feodor Atkine, Hélène Surgère, mise en scène Hans Peter Cloos. Puis en tournée en France, Belgique, Suisse et Luxembourg
- Le Diable rouge (2008-2010) : au théâtre Montparnasse, avec Claude Rich, Geneviève Casile, Alexandra Ansidei, mise en scène de Christophe Lidon. Puis en tournée en France, Belgique, Suisse, Luxembourg. Édité à L'Avant-scène théâtre. DVD du spectacle édité par la COPAT.
- Le Démon de Hannah (2009) : à la Comédie des Champs-Élysées, mise en scène Michel Fagadau, avec Elsa Zylberstein, Didier Flamand, Josiane Stoléru et Jean-Marie Galey. La pièce est éditée aux Éditions Albin Michel
- La Vie sinon rien  (2009-2011). Les Gémeaux, Sceaux, Scène nationale, puis à la Comédie des Champs-Élysées à Paris, au Lucernaire à Paris et en tournée (France, Belgique, Suisse, Luxembourg), mise en scène et interprétation Bruno Abraham-Kremer. Édité aux Quatre-Vents – l'Avant-scène théâtre.
- L'Intrus (2011-2012), à la Comédie des Champs-Élysées puis en tournée (France, Suisse, Luxembourg, Monaco), mise en scène Christophe Lidon, avec Claude Rich, Nicolas Vaude, Jean-Claude Bouillon, Delphine Rich et Chloé Berthier. La pièce est éditée aux Éditions Albin Michel.
- Le Système (2015) au Théâtre Antoine, mise en scène Didier Long, avec Lorant Deutsch, Stéphane Guillon, Eric Metayer, Urbain Cancellier, Sophie Barjac, Marie Bunel, Stéphanie Caillol, Philippine Bataille. La pièce est éditée aux Éditions Albin Michel.
- Toi et tes rêves (2015), créée au Festival d'Avignon en juillet 2015, mise en scène Christophe Lidon, avec Stéphanie Vicat et Jérôme Anger
- Un nouveau départ (2015-2017), créée au Festival d'Avignon en juillet 2015, mise en scène Christophe Lidon, avec Corinne Touzet, Adéle BERNIER et Christian Vadim. Succès à l'étranger au préalable avec deux créations - en Russie (Всё сначала, 2011) et en Allemagne (Auf ein Neues, 2012, avec Marion Kracht, Daniel Morgenroth et Lene Wink), 2016 - au Théâtre des Variétés et en tournée avec Corinne Touzet, Christian Vadim et Fanny Guillot. La pièce est éditée aux Éditions Albin Michel.
- La vie rêvée d'Helen Cox, créée au Théâtre La Bruyère en septembre 2018, mise en scène Christophe Lidon, avec Christelle Reboul et Jean-Pierre Michaël. La pièce est éditée aux Éditions Albin Michel.
- Terminus, créée au CADO d'Orléans en septembre 2018, mise en scène Christophe Lidon, avec Bernard Malaka, Lorànt Deutsch, Maxime d'Aboville, Valérie Alane et Chloé Berthier. La pièce est éditée aux Éditions Albin Michel.
- Au scalpel, créée au Festival d'Avignon et au théâtre des Variétés en 2022, mise en scène Thierry Harcourt, avec Davy Sardou et Bruno Salomone. La pièce est éditée à L'Avant-Scène Théâtre.

### Œuvres radiophoniques
- Déjanire ou la femme d'Hercule sur France Culture, 1986
- Le Chant des cygnes sur France Inter, 1987

### Fictions politiques
- Tsunami sur l'Elysée, coécrit avec Dominique Ambiel (Editions Michalon, 2006 et Pocket, 2007)
- Qui veut la peau du président ?, coécrit avec Dominique Ambiel (Denoël, 2008)

## Prix
- Le Caïman
  - Grand prix de l’Académie française 2006 (prix du Jeune Théâtre Béatrix Dussane-André Roussin)
  - nominations aux Molières 2006 dont meilleur spectacle

- Le Diable rouge
  - 2 Molières 2009 : décor, lumières
  - 7 nominations aux Molières 2009 dont meilleur spectacle et meilleur auteur
  - nommé aux Globes de Cristal 2009

- Le Démon de Hannah
  - nommée aux Globes de Cristal 2010
  - nomination aux Molières 2010

- Le Système
  - 3 nominations aux Molières 2015

- La Danse des vivants
  - Prix Maurice-Genevoix (fondé en 1985), 2017